# Экономика Саудовской Аравии
Саудовская Аравия обладает самой большой экономикой в арабском мире и на Ближнем Востоке. Основу экономики Саудовской Аравии составляет экспорт нефти.
Экономика входит в двадцатку лучших мира (G-20). Она зависит от нефти, поскольку страна обладает вторыми по величине доказанными запасами нефти и является крупнейшим экспортёром нефти в мире.
Доказанные запасы сырой нефти страны в соответствии с данными EIA и EES EAEC оцениваются в 57,0 млрд тонн (в угольном эквиваленте), что составляет примерно 16 % от общемировых (179 стран) извлекаемых запасов этого энергоносителя. Контроль над месторождениями нефти и газа принадлежит государственной компании Saudi Aramco (крупнейшей нефтяной компании в мире). Экспорт нефти даёт 90 % экспортных доходов страны, 75 % бюджетных поступлений и 45 % ВВП. В 2005 доля Саудовской Аравии в мировых поставках нефти составила 10,9 % (в 2004 — 10,4 %). Основными потребителями аравийской нефти являются страны Восточной Азии (46,1 %) и США (18,6 %).
Извлекаемые запасы природного газа Саудовской Аравии оцениваются в размере 10,85 млрд тонн (в угольном эквиваленте) или 4,2 % от общемировых (179 стран), что соответствует пятой позиции в рейтинге стран по этому ресурсу.
Несмотря на огромные доходы от экспорта нефти, по уровню жизни Саудовская Аравия всё сильнее отстаёт от развитых стран. Если в конце 1970-х годов размер ВВП на душу населения составлял в Саудовской Аравии 10500 тыс. долл. (в США — 24 тыс. долл.), то в настоящее время — лишь 20,3 тыс. долл. (в США — 46,4 тыс. долл.).
Банковская система Саудовской Аравии функционирует в основном по правилам исламского банкинга, налоговая система базируется на двух основных налогах: закят и налог на прибыль.
В 1974 году Эр-Рияд обязался вести торговлю нефтью только в долларах в обмен на гарантии безопасности со стороны Вашингтона.

## Обзор
Душевое потребление валового внутреннего продукта (по паритету покупательной способности) возросло в 2018 году в сравнении с 1992 годом почти в 1,3 раза.

### ВВП
В 2022 году ВВП Саудовской Аравии превысил 1 трлн долл.

## История
В 2016 году Мухаммед ибн Салман объявил о Saudi Vision 2030, план по снижению зависимости Саудовской Аравии от нефти, диверсификации её экономики и развитию секторов общественного обслуживания, таких как здравоохранение, образование, инфраструктура, отдых и туризм.
В 2016 году правительство Саудовской Аравии запустило программу Saudi Vision 2030.
В первом квартале 2019 года бюджет Саудовской Аравии достиг своего первого профицита с 2014 года. Этот профицит, составляющий 10,4 млрд долларов, был достигнут за счёт увеличения нефтяных и ненефтяных доходов.
Ожидается, что экономика будет развиваться в том числе благодаря продолжающейся реализации программы Vision 2030. Диверсификация ненефтяной экономики будет осуществляться на основе объявленных пятилетних обязательств (до 2025 года) в рамках различных программ реализации. Соответственно, в рамках программы Государственного инвестиционного фонда ожидается, что строительный сектор будет расти благодаря реализации мегапроектов, а также благодаря тому, что Фонд сосредоточится на поддержке национального развития путем вливания капитала в размере 150 млрд саудовских риалов в течение 2022 года и в последующий период.

## Сельское хозяйство
В стране имеется небольшой сельскохозяйственный сектор, в основном на юго-западе, где среднегодовое количество осадков составляет 400 мм. 
Страна является одним из крупнейших мировых производителей фиников.
В течение нескольких лет она выращивала очень дорогую пшеницу, используя опреснённую воду для орошения и планировала остановить выращивание пшеницы к 2016 году, однако не остановила.
По состоянию на 2009 год поголовье скота составляло 7,4 миллиона овец, 4,2 миллиона коз, полмиллиона верблюдов и четверть миллиона крупного рогатого скота.
В 2008 году была запущена «Инициатива для инвестиций в сельское хозяйство Саудовской Аравии за рубежом», которая привела к обширным закупкам за миллиарды долларов крупных участков земли по всему миру: Эфиопия, Индонезия, Мали, Сенегал, Судан и другие страны; конкурирующие промышленно развитые страны с проблемами продовольственной безопасности в поисках сельскохозяйственных земель — это Китай, Южная Корея и Индия, а также страны Персидского залива (Кувейт, Катар и ОАЭ). Критики видят случаи захвата земель в различных случаях, которые также приводят к спорам в соответствующих странах.

## Промышленность
За последние 30 лет получил значительное развитие промышленный сектор (производство нефтехимических продуктов, удобрений, стали, строительных материалов и др.). В промышленности заняты в основном иностранные рабочие.
Саудовская Аравия обладает природными ресурсами, отличными от нефти, включая небольшие месторождения полезных ископаемых: золото, серебро, железо, медь, цинк, марганец, вольфрам, свинец, сера, фосфат, мыльный камень и полевой шпат.
Королевство занимает первое место в мире по правительственным расходам на поддержку малых и средних предприятий (относительно общих национальных расходов) — 21,7 % в прошлом году, что составит 93 миллиарда риалов (24 миллиарда долларов) до 2025 года.

### Автомобилестроение

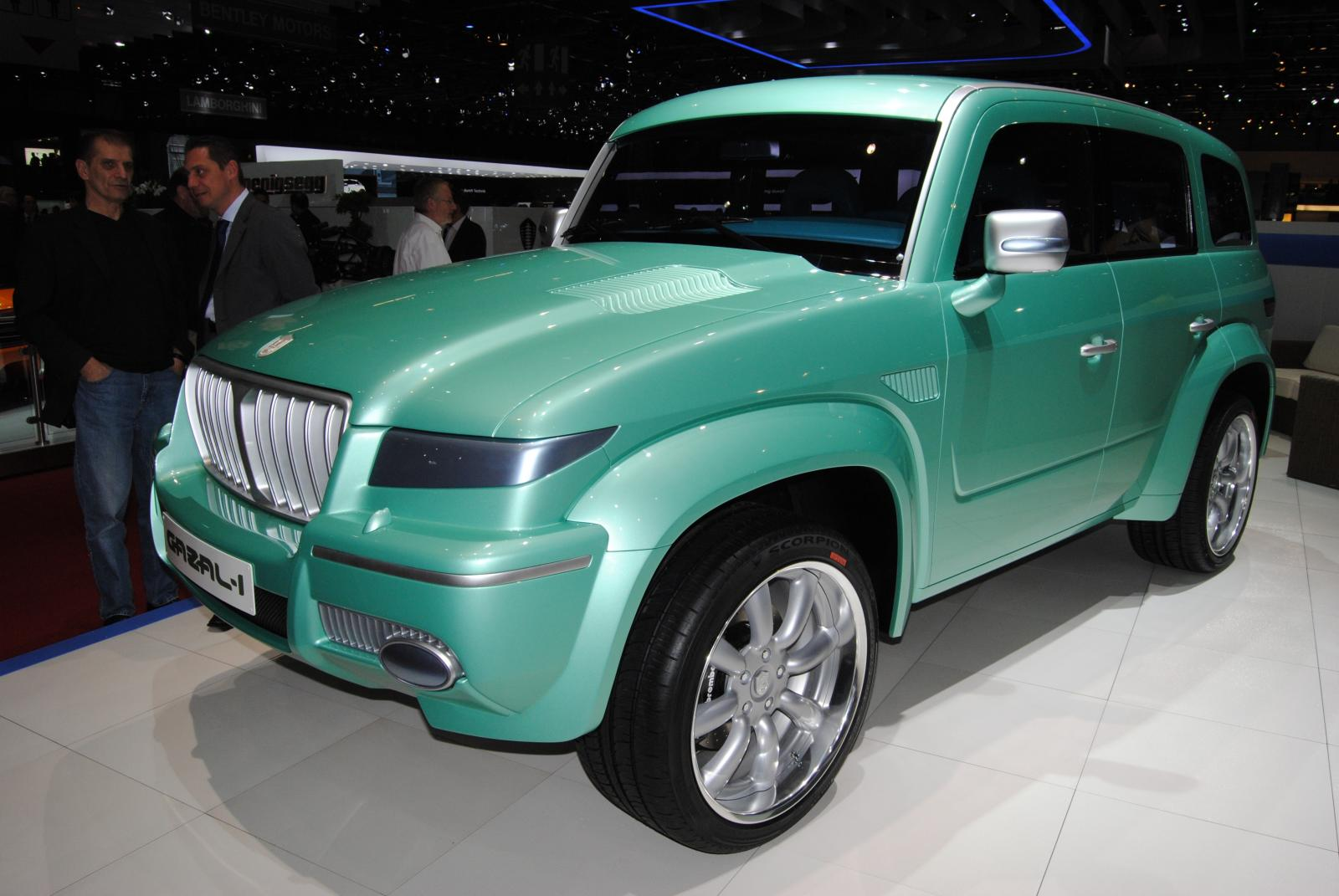
KSU Gazal-1

В 2010 году KSU Gazal-1, внедорожник, построенный студентами Университета короля Сауда, стал первым серийным автомобилем, производимым внутри страны в Саудовской Аравии.
В 2022 году была основана автомобильная компания Ceer Motors. В том же году американская автомобильная компания Lucid Motors объявила о планах построить завод по производству электромобилей в Джидде. Строительство началось в мае 2022 года, мощность завода составит 150 000 автомобилей.
Toyota — ведущий бренд Саудовской Аравии, на долю которого приходится 30 % продаж автомобилей в стране; за ними следуют Kia и Hyundai, которые вместе составляют 26 %, и Renault/Nissan/Mitsubishi с 9 %. Остальную часть составляют американские автопроизводители «большой тройки» (Ford, GM и Chrysler). Что касается количества проданных автомобилей, то в первой половине 2023 года у Toyota был самый высокий показатель в стране — 112 584, а на втором месте — Hyundai с 47 218.

## Энергетика
Суммарные доказанные запасы энергоносителей Саудовской Аравии оцениваются в объёме 67,85 млрд тонн (в угольном эквиваленте) и по этому показателю страна является шестой в мире, доля которой в общемировых (179 стран) извлекаемых запасах превышает 3,65 %.
Значительные потребности страны в опреснённой воде, технологическом перевооружении, развитии промышленного сектора и увеличении потребления электроэнергии бытовым сектором предопределила ключевую роль и опережающие темпы развития отечественной электроэнергетики, что наглядно иллюстрируется нижеследующими диаграммами.

EES EAEC. Динамика установленной номинальной мощности-нетто электростанций Саудовской Аравии, 1992—2018, МВт
EES EAEC. Динамика потребления электроэнергии в основных секторах, 1992—2018, млн кВт∙ч

Если в 1992 году установленная мощность-нетто генерирующих источников — 19,3 ГВт, в 2018 году — 76,9 ГВт. Потреблении электроэнергии бытовыми потребителями в 1992 году — 33,5 млрд кВт∙ч, в 2018 году — 130,4 млрд кВт∙ч.
Душевое (валовое) электроэнергии и душевое потребление электроэнергии населением в 2018 году в сравнении с 1992 годом возросло в 2,0 раза.

## Сфера услуг
Хотя рабочие места, создаваемые примерно двумя миллионами ежегодных паломников в хадж, не длятся долго, в хадже работает больше людей, чем в нефтяной промышленности — 40 тыс. временных рабочих мест (мясники, парикмахеры, водители автобусов и т. д.).
- Туризм в Саудовской Аравии

### Финансовый сектор
В 2023 г. Банк Китая (BOC), один из четырёх крупнейших государственных коммерческих банков КНР, открыл свой первый филиал в Эр-Рияде; Пекин стремится побудить китайские компании выйти на рынок Саудовской Аравии, также целью открытия филиала является расширение использование юаня

## Занятость
По состоянию на 2008 год примерно две трети работников, занятых в Саудовской Аравии, были иностранцами, а в частном секторе — примерно 90 %.
В январе 2014 года правительство Саудовской Аравии заявило, что оно снизило ставку[какую?] на 90 %, удвоив число граждан Саудовской Аравии, работающих в частном секторе, до 1,5 миллиона (это сопоставимо с 10 миллионами иностранных рабочих, работающих в королевстве).
Согласно Рейтер, экономисты «оценивают, что только 30-40 % саудовцев трудоспособного возраста имеют работу или активно ищут работу», хотя официальный уровень безработицы составляет всего около 12 %. Большинство жителей Саудовской Аравии, имеющих рабочие места, работают в правительстве[уточнить], но Международный валютный фонд предупредил, что правительство не может поддержать такой большой закон о заработной плате в долгосрочной перспективе.
Правительство объявило о преемственности планов с 2000 года по устранению дисбаланса путём «саудизации» экономики, однако иностранная рабочая сила и безработица продолжали расти. Но с начала 2017 года в Саудовской Аравии наблюдалось рекордное количество иностранных рабочих, покидающих страну, поскольку правительство Саудовской Аравии ввело более высокие сборы с иностранных работников, из-за этого более 677 тыс. иностранцев покинули королевство. Это мало что сделало для снижения уровня безработицы, который вырос до 12,9 %, самого высокого уровня за всю историю наблюдений.
Одним из препятствий является социальное сопротивление определённым видам занятости. Работа в сфере услуг и продаж считается совершенно неприемлемой для граждан Саудовской Аравии — как для потенциальных сотрудников, так и для клиентов.

## Доходы населения
На 2017 год минимальный размер оплаты труда составил 3000 риял в месяц, что составляет $720; не распространяется на иностранных работников.
Средний размер зарплаты как заявляет МОТ по состоянию на конец 2018 года составил 1868 долларов США.